# Opsiphanes invirae
Opsiphanes invirae H., também chamada de lagarta-desfolhadora (no estágio larval), é uma espécie de borboleta da família Nymphalidae,  de asas marrons, com as anteriores cortadas transversalmente por uma larga faixa sinuosa irregular, amarelo-alaranjada e o ângulo apical marcado por duas manchas pequenas brancas. As asas posteriores são ligeiramente dentadas, da mesma cor, com uma faixa circular amarela próxima às extremidades.
A lagarta tem o corpo verde-claro brilhante marcado por duas finas listras longitudinais de coloração amarelo-ocre, a cabeça rósea com dois prolongamentos pontiagudos voltados para trás e o último segmento abdominal terminado em uma cauda longa, bífida e coniforme. Tem hábito não gregário e permanece durante o dia imóvel na dobra do folíolo de coqueiro, o que aliado à sua coloração verde, a torna quase imperceptível. Em seu último estádio, mede cerca de 100 mm.
Em seu estágio larval, este animal é considerado uma praga para agricultores.
A espécie O. invirae ataca coqueiro, butiazeiro (Butia eriospatha), jerivá (S. romanzoffiana), carnaúba (Copernicia cerifera), palmeira-de-leque (L. rotundifolia), palmeira-de-leque-da-Australia (L. australis), palmeira imperial (R. oleraceae).

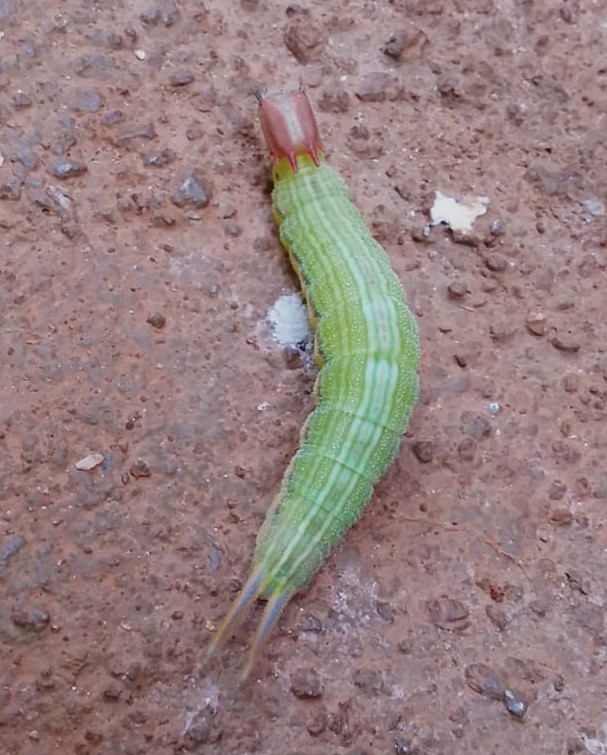
Lagarta de Opsiphanes invirae H.